# Stéphanie Trognon
Stéphanie Trognon (* 18. Februar 1976 in Thionville) ist eine ehemalige französische Fußballspielerin und gegenwärtige Fußballnationaltrainerin der französischen U17-Juniorinnen.

## Karriere

### Vereine
Trognon spielte im Alter von 18 Jahren in Strasbourg bereits im Seniorinnenbereich Fußball. Für den Postsportverein Strasbourg kam sie von 1994 bis 1996 im  Championnat National 1 A, der seinerzeit landesweit höchsten Spielklasse im französischen Frauenfußball zum Einsatz, danach eine Saison im Championnat National 1 B.
Von Strasbourg verschlug es sie nach Schiltigheim in die heutige Region Grand Est. Dort gehörte sie dem Sporting Club sieben Jahre lang an, mit dem sie von 2000 bis 2002, in der letzten Ausspielung des Championnat National 1 A, vertreten war. In der Region verblieben, spielte sie anschließend in Bischheim für die im Jahr 2004 installierte Frauenfußballabteilung von Cercle sportif Mars Bischheim, der die Spielerinnen und den Startplatz in der Division 2 Féminine vom SC Schiltigheim – infolge der Auflösung seiner Frauenfußballabteilung – übernommen hatte.
Mit ihrem Wechsel zum FC Vendenheim zur Saison 2007/08 spielte sie ein weiteres Mal in der höchsten Frauenliga, bis der Abstieg am Saisonende 2008/09 unvermeidbar war. Nach zwei weiteren Saisonen beendete sie mit insgesamt 62 Punktspielen und zwölf Toren ihre Spielerkarriere.  

### Nationalmannschaft
Trognon debütierte als Nationalspielerin in der U19-/U20-Nationalmannschaft (Èquipe de France espoirs) am 21. Mai 1994 beim 3:1-Sieg im Freundschaftsspiel gegen die U19-Nationalmannschaft Schwedens in Halmstad. In ihrem zweiten Spiel für die Hoffnungsmannschaft gelang ihr beim 4:0-Sieg im Freundschaftsspiel gegen die U19-Nationalmannschaft Irlands am 12. November 1994 mit dem Treffer zum 2:0 in der 37. Minute ihr erstes Länderspieltor. 1995 bestritt sie drei weitere Länderspiele in dieser Altersklasse (3:0 und 7:1 vs. Polen; 1. und 3. Juni sowie 3:0 vs. Schweden; 25. November).
Für die U21-Nationalmannschaft bestritt sie im Jahr 1997 und 1998 jeweils ein Länderspiel. Dem 3:1-Sieg über die U21-Nationalmannschaft Belgiens am 12. April in Mouscron folgte ein 2:0-Sieg über eben diese Mannschaft am 2. Mai in Avion.
Trognon bestritt im Jahr 1997 sechs ihrer sieben Länderspiele für die A-Nationalmannschaft, darunter zwei in Freundschaft ausgetragene, drei im Turnier der Europameisterschaft sowie das erste in der WM-Qualifikationsgruppe 2 beim 2:1-Sieg über die Schweizer Nationalmannschaft in Bern. Ihr A-Länderspieldebüt erfolgte am 7. Mai in Trappes beim torlos gebliebenen Freundschaftsspiel gegen die Nationalmannschaft Norwegens. Ihr zweites wurde am 18. Mai in Orry-la-Ville mit 2:0 gegen die Nationalmannschaft Irlands gewonnen. Danach wurde sie in allen drei Spielen der EM-Gruppe A eingesetzt. Ihren letzten Einsatz als A-Nationalspielerin für den FFF bestritt sie am 24. September 1998 in Oslo bei der 0:6-Niederlage im Freundschaftsspiel gegen die Nationalmannschaft Norwegens.